# Gudang (Simpang Rimba)
Gudang is een bestuurslaag in het regentschap Bangka Selatan van de provincie Bangka-Belitung, Indonesië. Gudang telt 1732 inwoners (volkstelling 2010).